# Cinclosoma castaneothorax
Cinclosoma castaneothorax là một loài chim trong họ Cinclosomatidae.